# Rue Traversière (Paris)
Pour les articles homonymes, voir Rue Traversière.
La rue Traversière est une voie située dans le quartier des Quinze-Vingts du 12e arrondissement de Paris.

## Situation et accès
Cette voie de Paris, longue de presque un kilomètre, part du quai de la Rapée et s'achève rue du Faubourg-Saint-Antoine, au niveau où celle-ci croise l'avenue Ledru-Rollin.
La rue Traversière est accessible à proximité par les lignes de métro 1 et 14 à la station Gare de Lyon et par la ligne de métro 8 à la station Ledru-Rollin.
La station Vélib’ « Traversière Ledru-Rollin » située  76, rue Traversière.

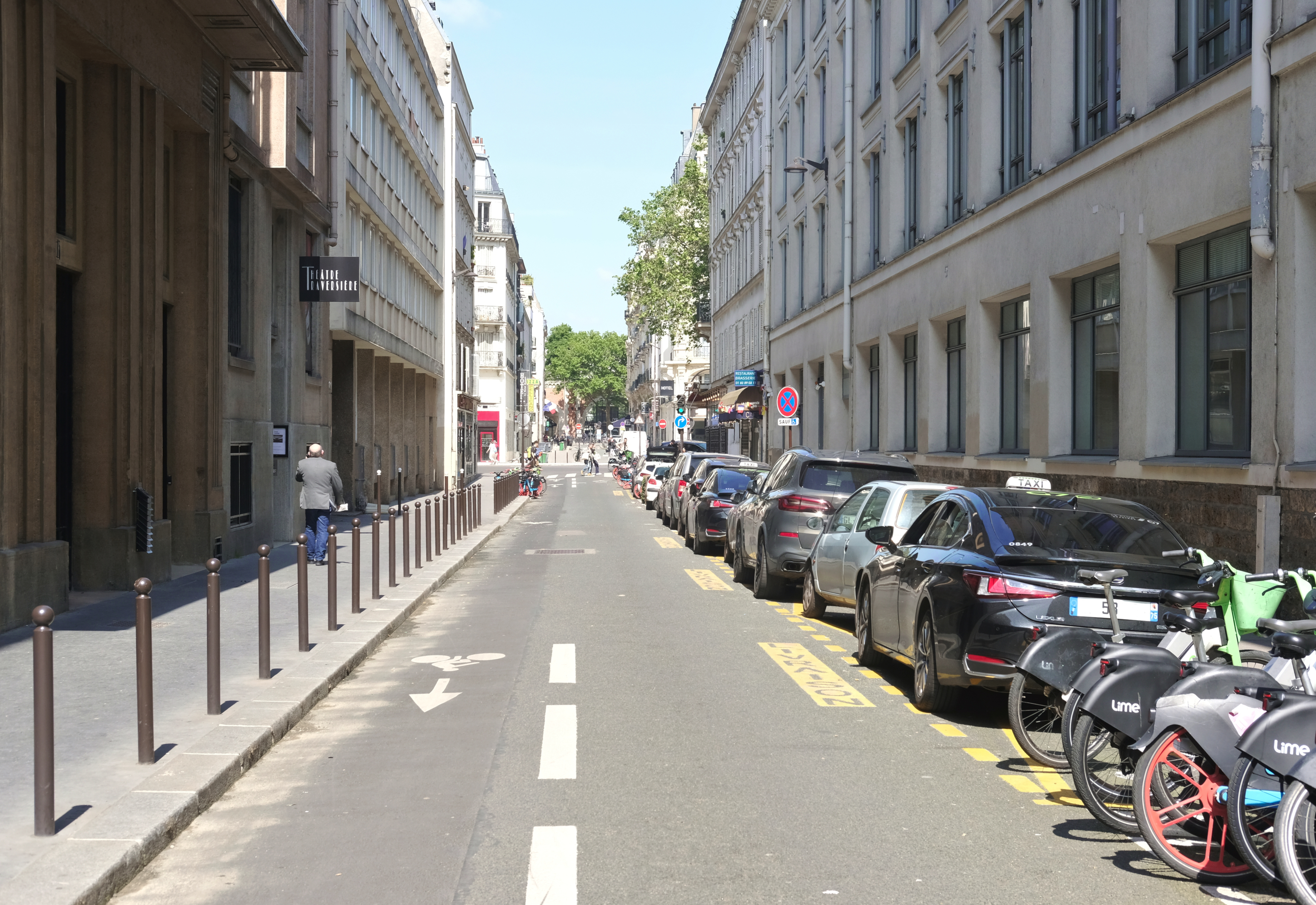
La rue Traversière entre la rue de Bercy et l'avenue Daumesnil (en arrière-plan) ; à gauche le théâtre Traversière.
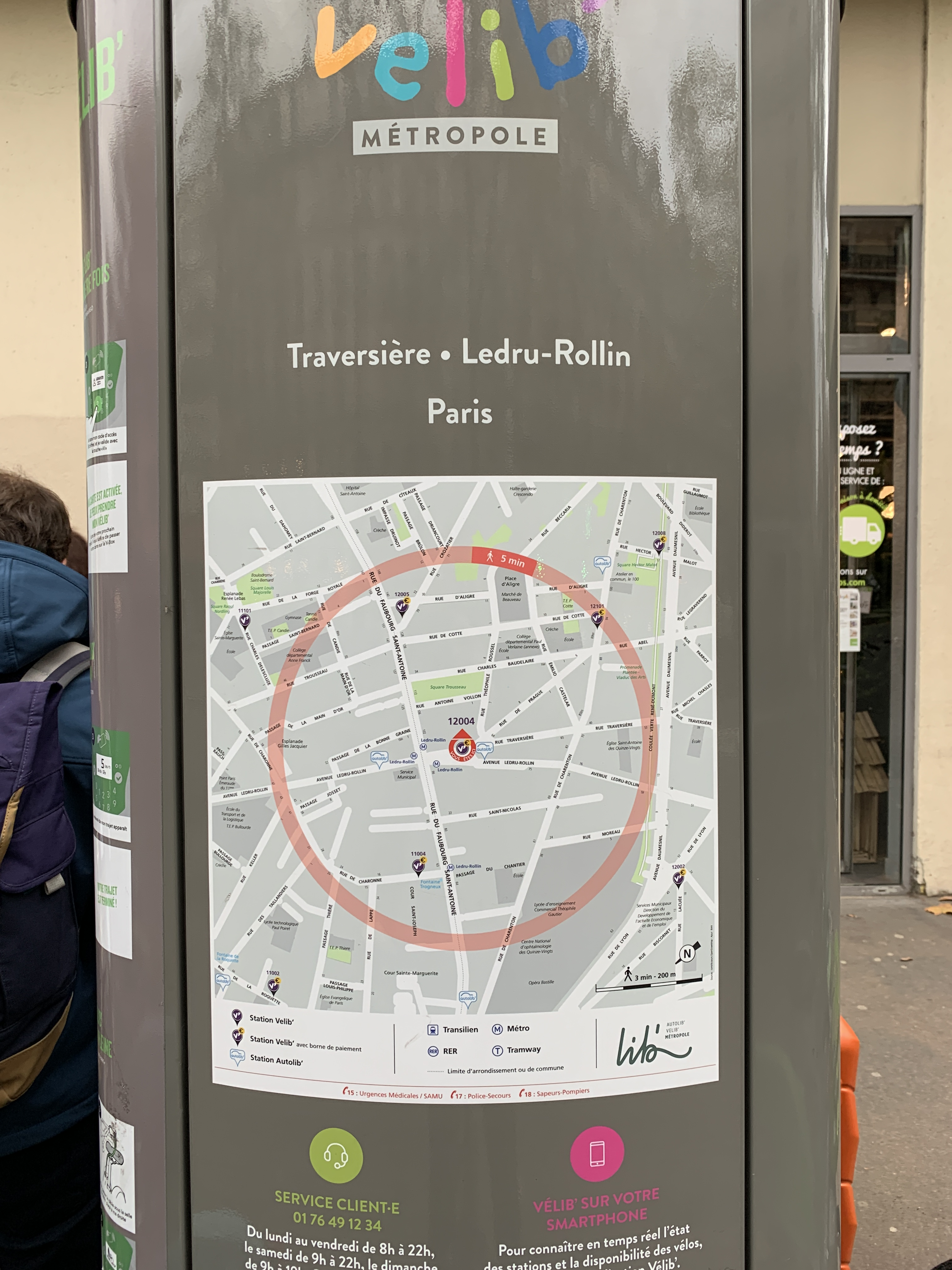
Plan du quartier affiché à la station Vélib’   « Traversière Ledru-Rollin ».

## Origine du nom

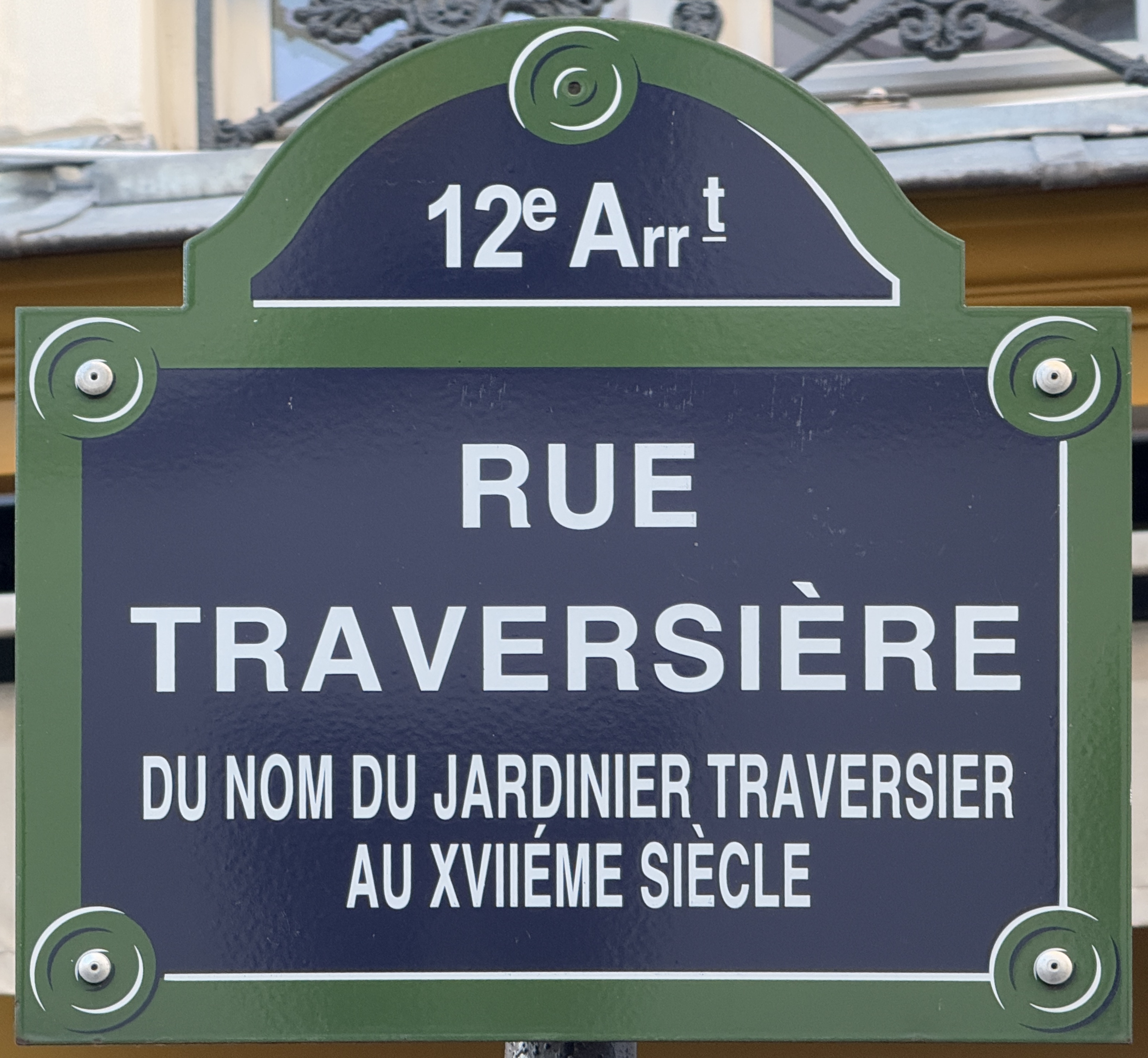
Plaque de rue accréditant l’existence du « jardinier Traversier ».

Selon Jacques Hillairet, le nom de « Traversière » proviendrait du nom d'un propriétaire terrien jardinier, appelé « Traversire » ou « Traversier », qui possédait des terres sur ce site en 1629, nom qui a été par la suite déformé en « Traversière ».
Selon Jean de La Tynna et les frères Lazare, elle est ainsi appelée parce qu'elle « traverse » du quai de la Rapée à la rue du Faubourg-Saint-Antoine.

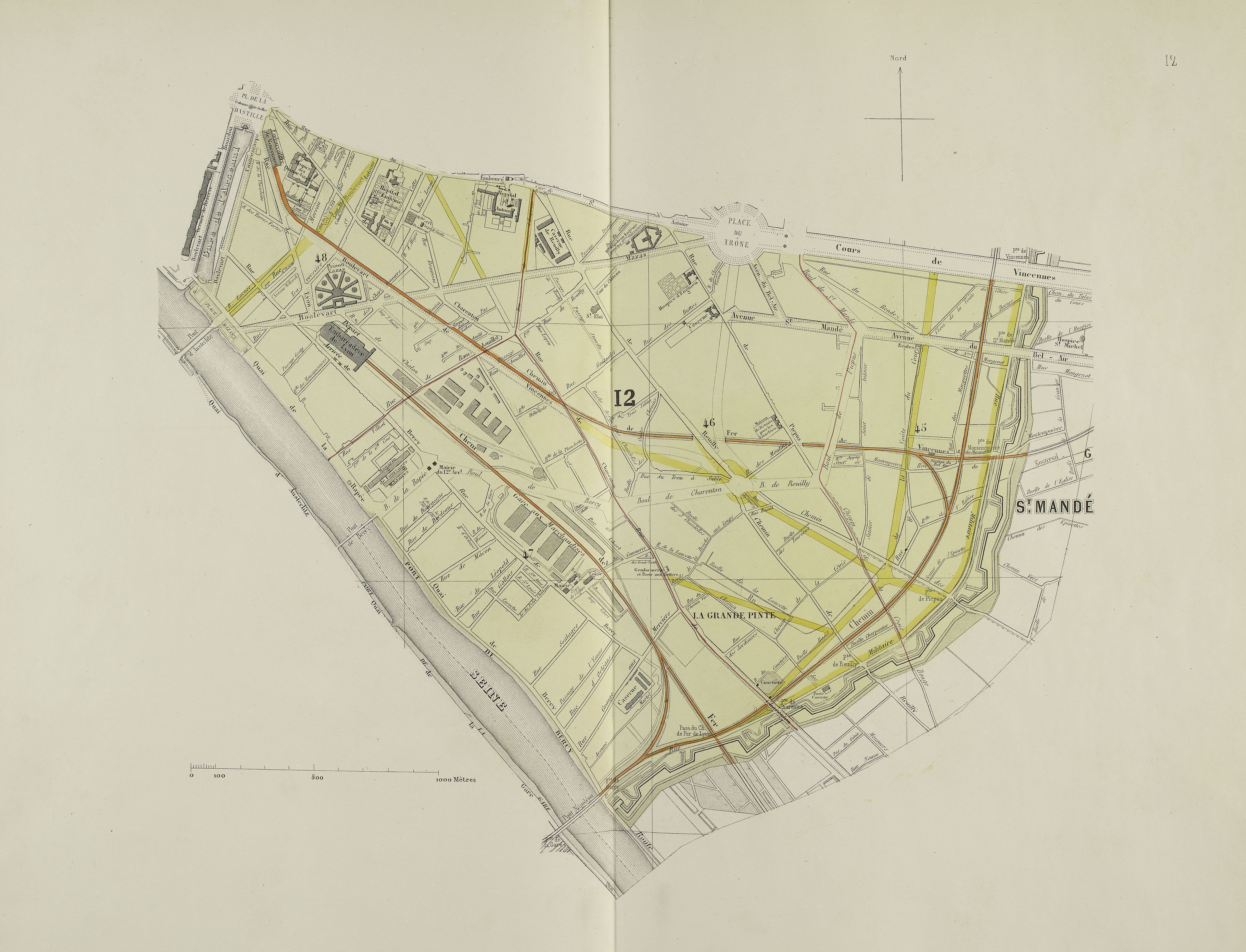
Plan Andriveau-Goujon du 12e arrondissement (1868) : la rue Traversière (qui aboutit rue du Faubourg-Saint-Antoine), y porte le nom de rue Traversière-Saint-Antoine.

## Historique
Cette voie apparaît pour la première fois sur les plans du XVIIe siècle, sous les noms de rue « Traversine », rue « Traversire », rue « Traversière » ou encore, concomitamment à l'un de ces noms, rue « des Chantiers » pour la partie de la rue actuelle située au sud-ouest de la rue de Lyon.
Cette voie, comme de nombreuses autres rues du quartier de la gare de Lyon, a été submergée par les eaux de la Seine lors de l'inondation de janvier 1910.

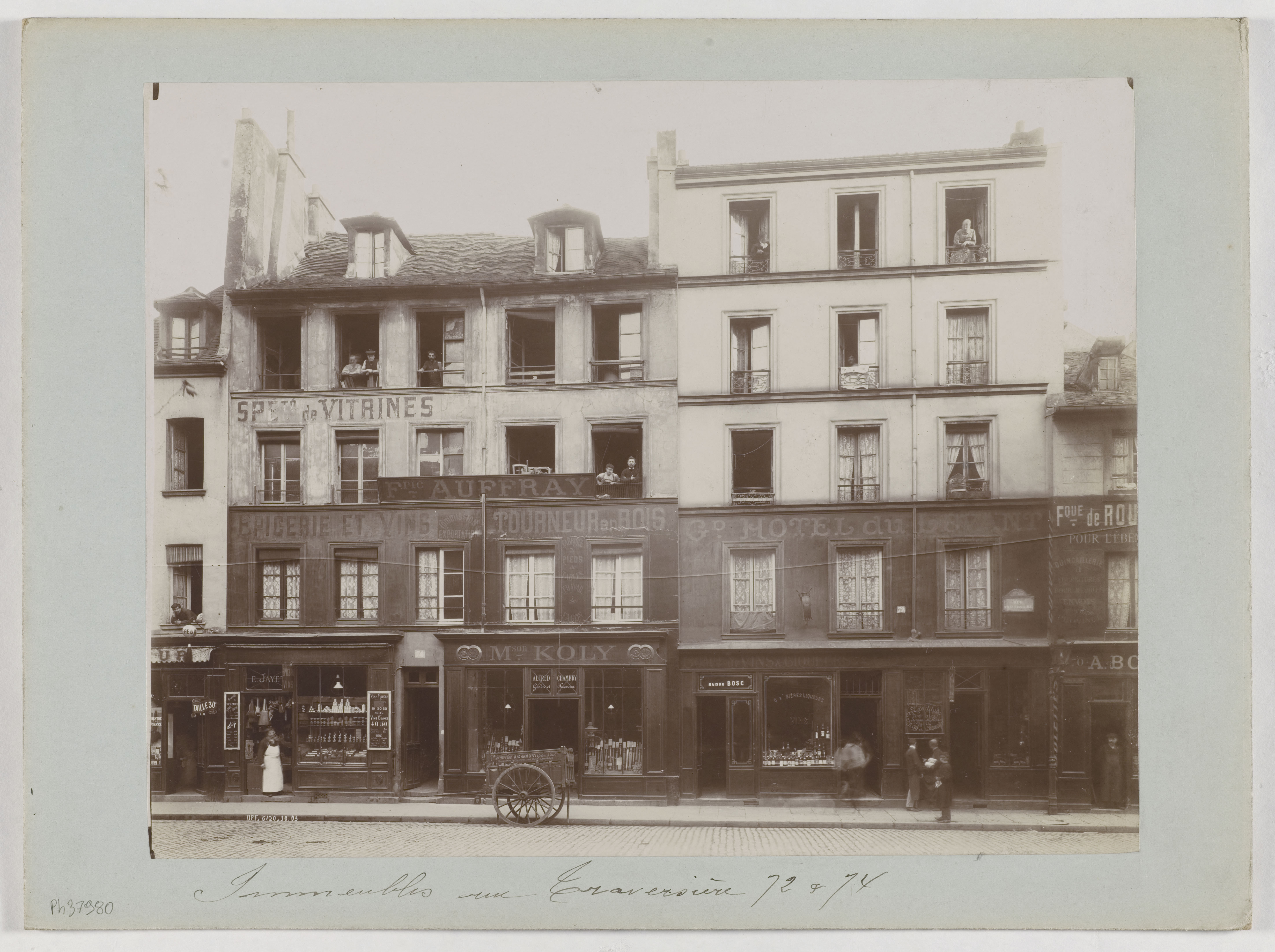
72-74 rue Traversière, octobre 1903.
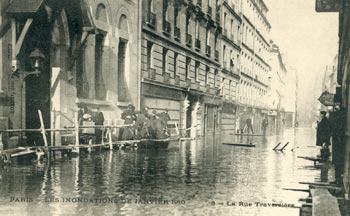
Aspect du no 57 lors de la crue de la Seine de 1910.
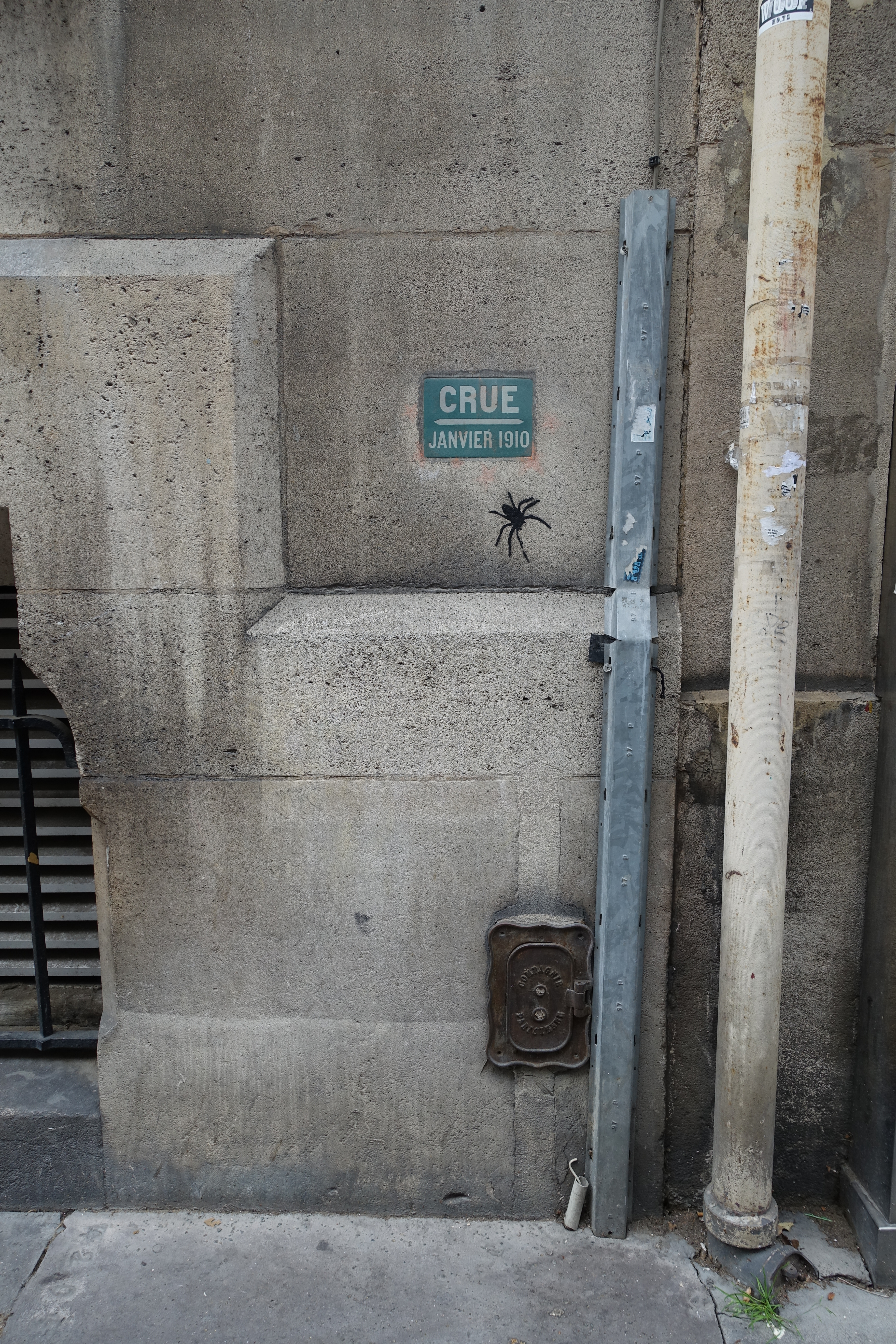
No 57 : plaque indiquant le niveau des eaux en 1910.

## Bâtiments remarquables et lieux de mémoire
La rue Traversière a été pour ainsi dire tronçonnée par de larges voies percées au XIXe siècle, et les aménagements en faveur des piétons du XXIe siècle ont fait le reste : cette voie comporte maintenant des parties bien distinctes. 

A. Section entre le quai de la Rapée et le boulevard Diderot :
- Cette rue était une des limites du cimetière du Port-au-Plâtre.
- no 10 (?) : École du notariat.

B. Section entre le boulevard Diderot et la rue de Bercy :
Cette section B est devenue (fait constaté en 2024) une voie exclusivement piétonnière.
- no 12 : entrée d’un immeuble (13, boulevard Diderot et 213 rue de Bercy aussi) ; cet ancien hôtel Massilia est dû à l’architecte Marcel Oudin.

C. Section entre la rue de Bercy et la rue de Lyon :
- Au no 15 se trouve un immeuble Art déco, datant de 1927. Autre entrée au no 216, rue de Bercy. Cet immeuble surplombe des maisons de la rue Crémieux (côté pair). Il a été construit par la Compagnie des chemins de fer de Paris à Lyon et à la Méditerranée[6].
- Au no 15 bis (même immeuble que le no 15) : entrée du Théâtre Traversière.

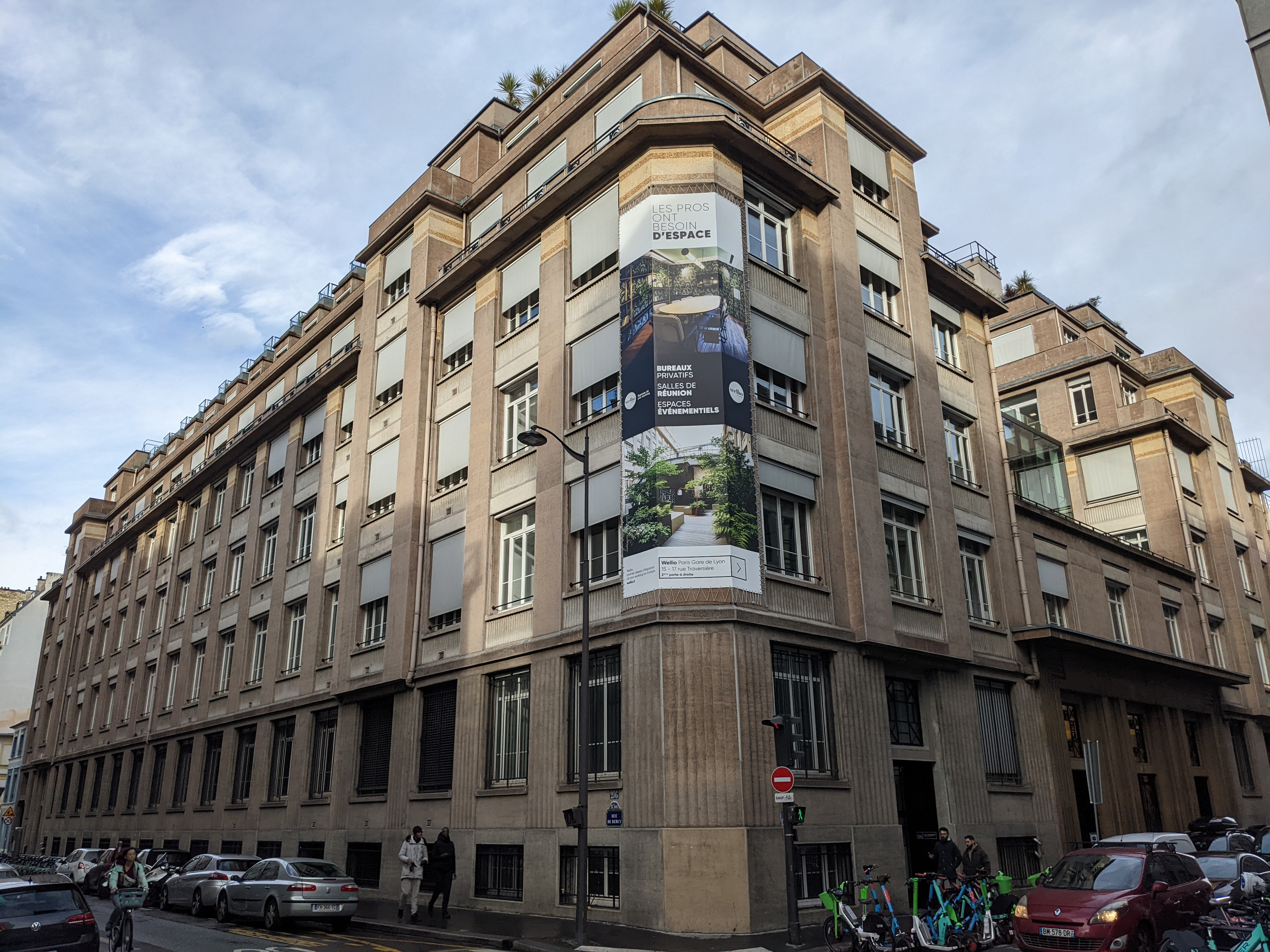
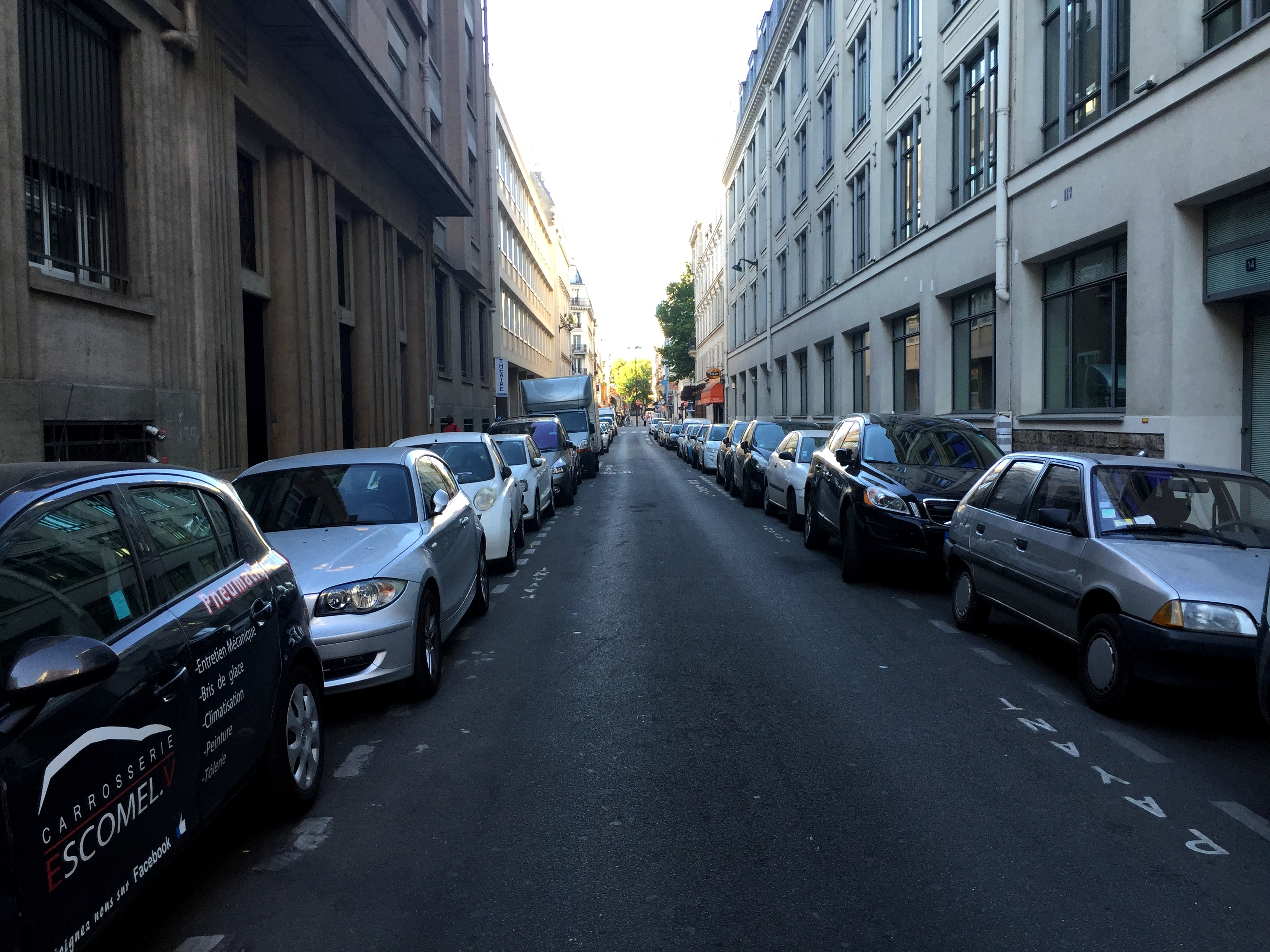
Le théâtre du 15 bis (à gauche).
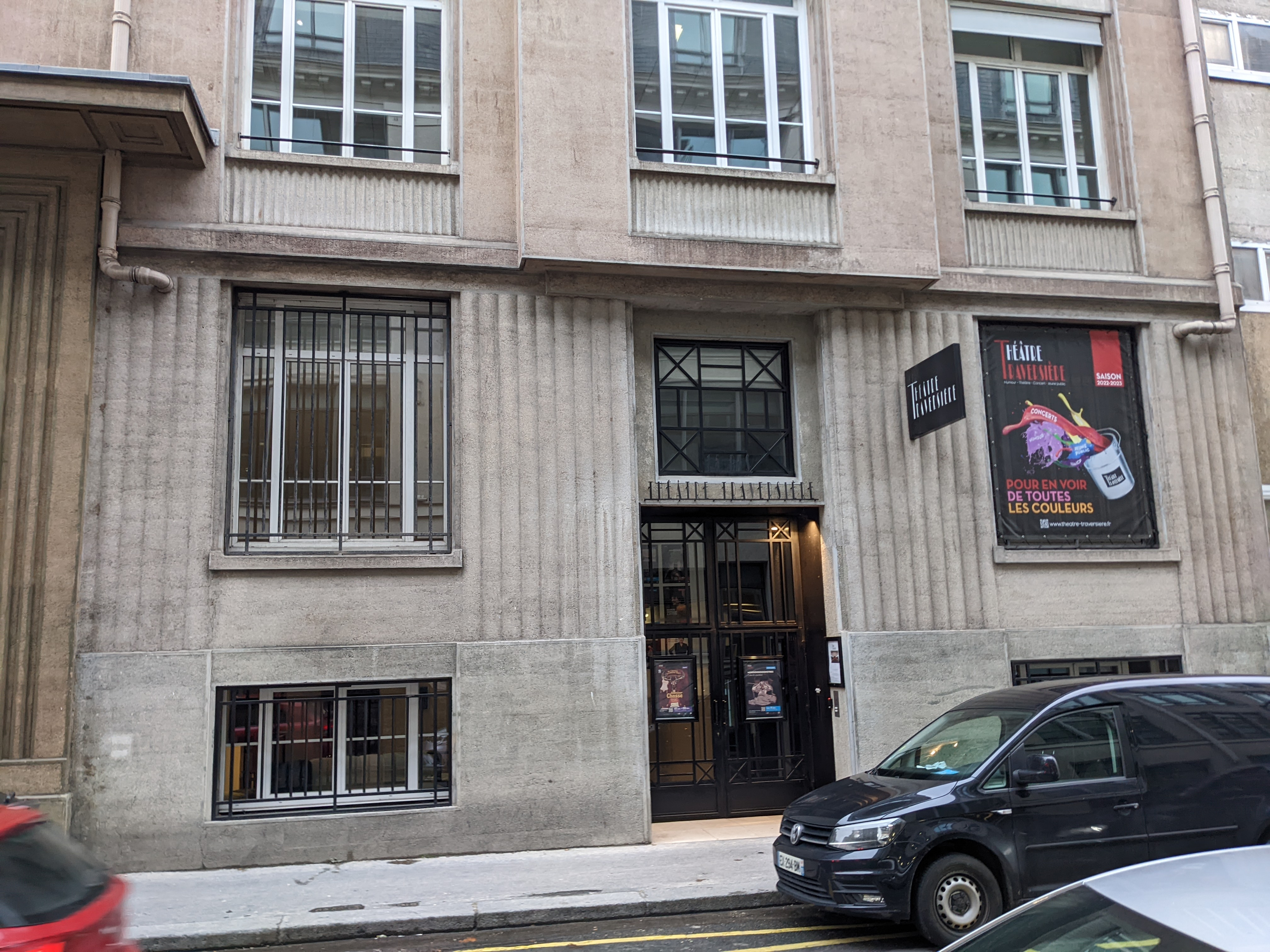

D. Section entre la rue de Lyon et l’avenue Daumesnil : 
La chaussée en sens unique part de la rue Parrot pour aboutir rue Michel-Chasles (en 2025).  
- Au no 29 : immeuble à vocation sociale.
- Au no 41 : école maternelle Traversière de l'architecte Charles Adelgeist inaugurée en janvier 1898. Façade en briques (rouges et claires) et pierres. Armes de Paris gravées en façade.

Aux numéros pairs (qui suivent) : immeubles de style néo-hausmannien construits sur l’emplacement de la prison Mazas (démolie à l’occasion de l’exposition de 1900). 
- Au no 22 bis : immeuble d’angle avec autre entrée au no 1 rue Parrot.
- Au no 24 : immeuble dû à l’architecte C. Becfeuil et daté de 1900.
- Au no 24 bis : immeuble dû à l’architecte A. Raisin.
- Aux nos 26, 26 bis et 26 ter : immeuble dû au sculpteur Georges Ardouin et aux architectes Charlet et Perrin.
- Aux nos 28 : immeuble dû à l’entrepreneur Malherbaud et à l’architecte E. Dubois, daté de 1903.
- Aux nos 28 bis et 28 ter : immeuble dû au sculpteur G. Ardouin et aux architectes Charlet et Perrin. Les entrées sont aux no 17 et 15 rue Michel-Chasles et l’immeuble comporte une rotonde (surmontée d’un dôme) à la jonction de la rue Traversière et de la rue Michel-Chasles. Le restaurant les Garnements est devenu le CharletPerrin en référence aux architectes.

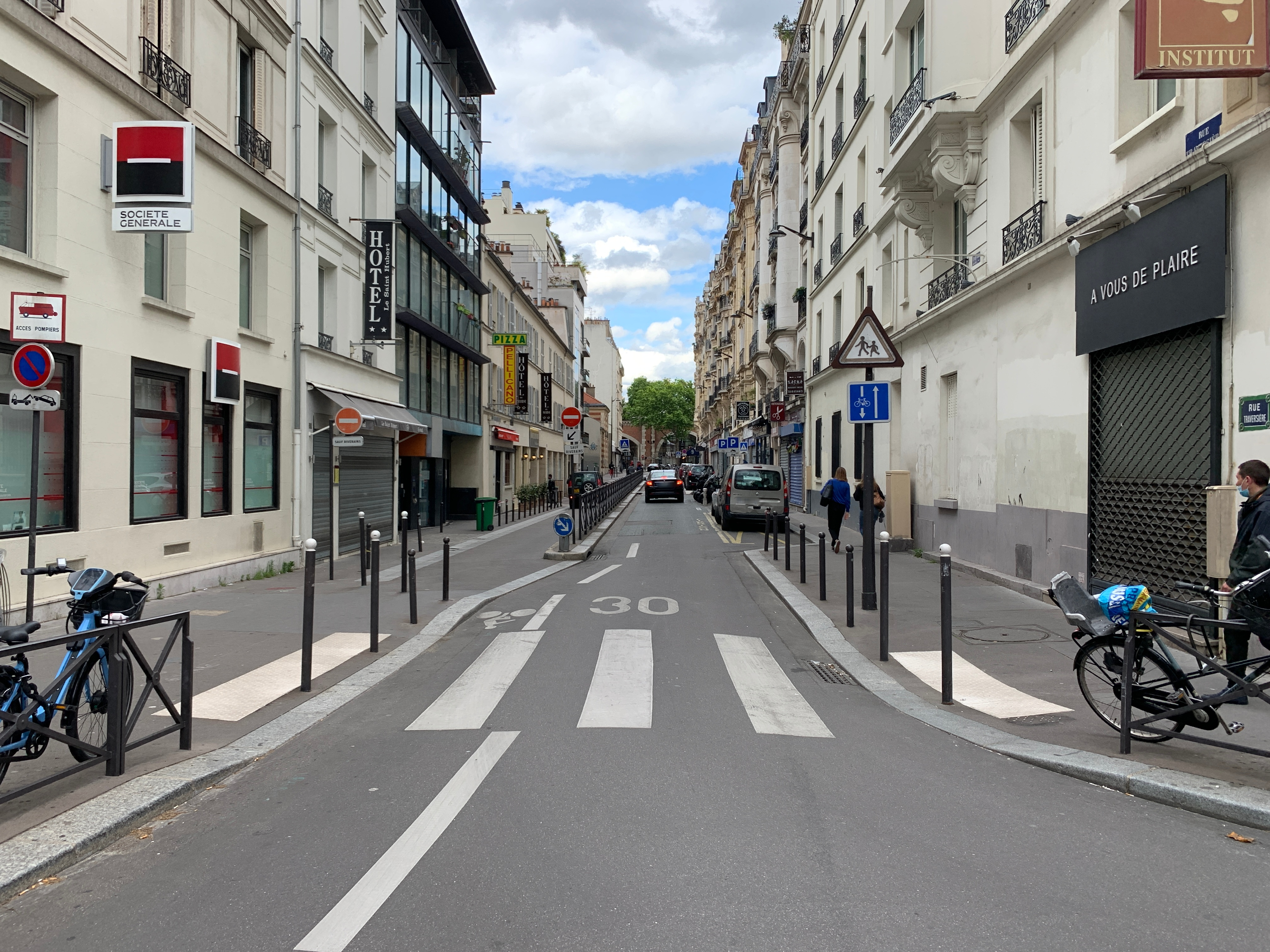
La rue Traversière vue depuis la rue de Lyon.
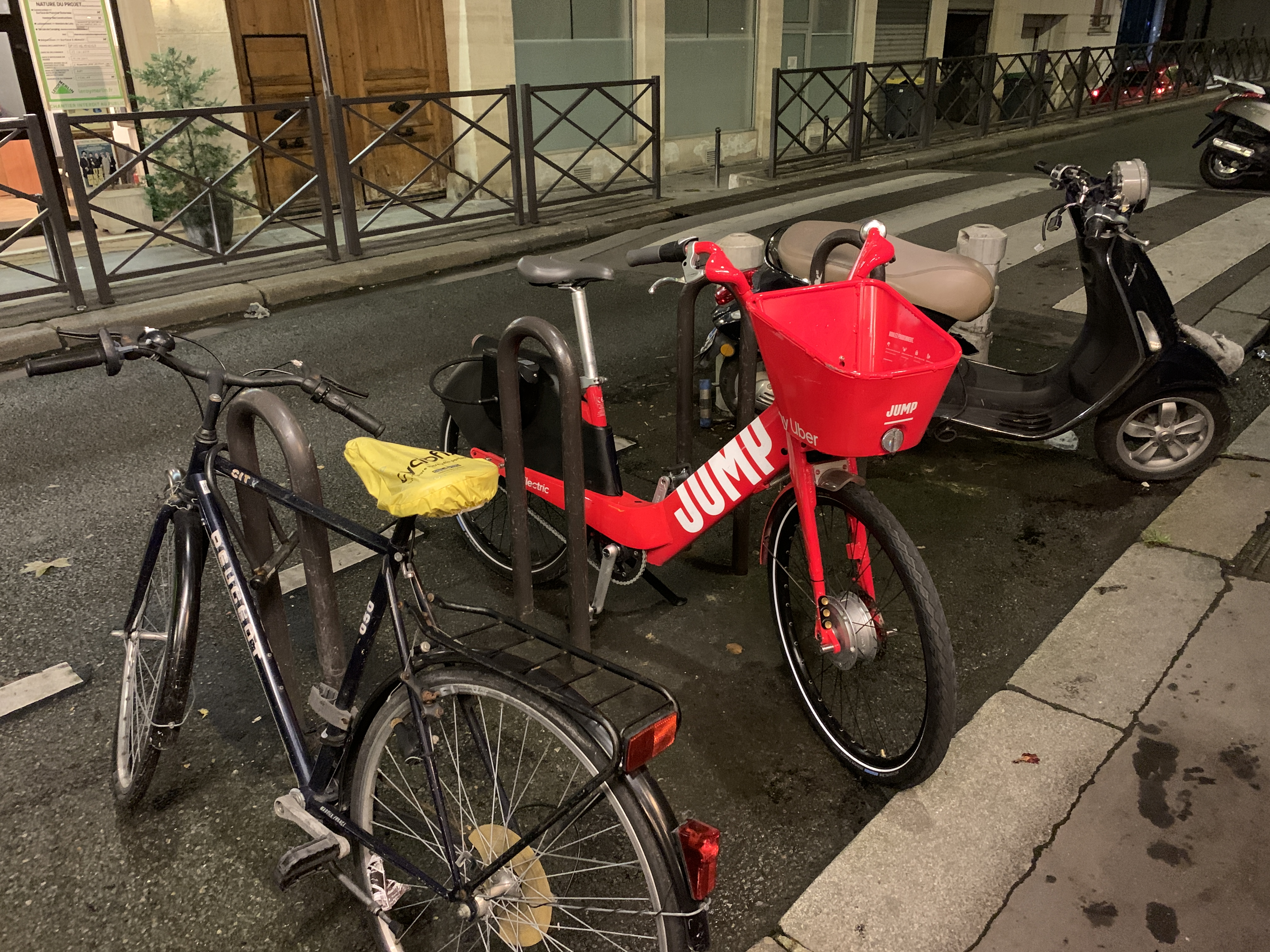
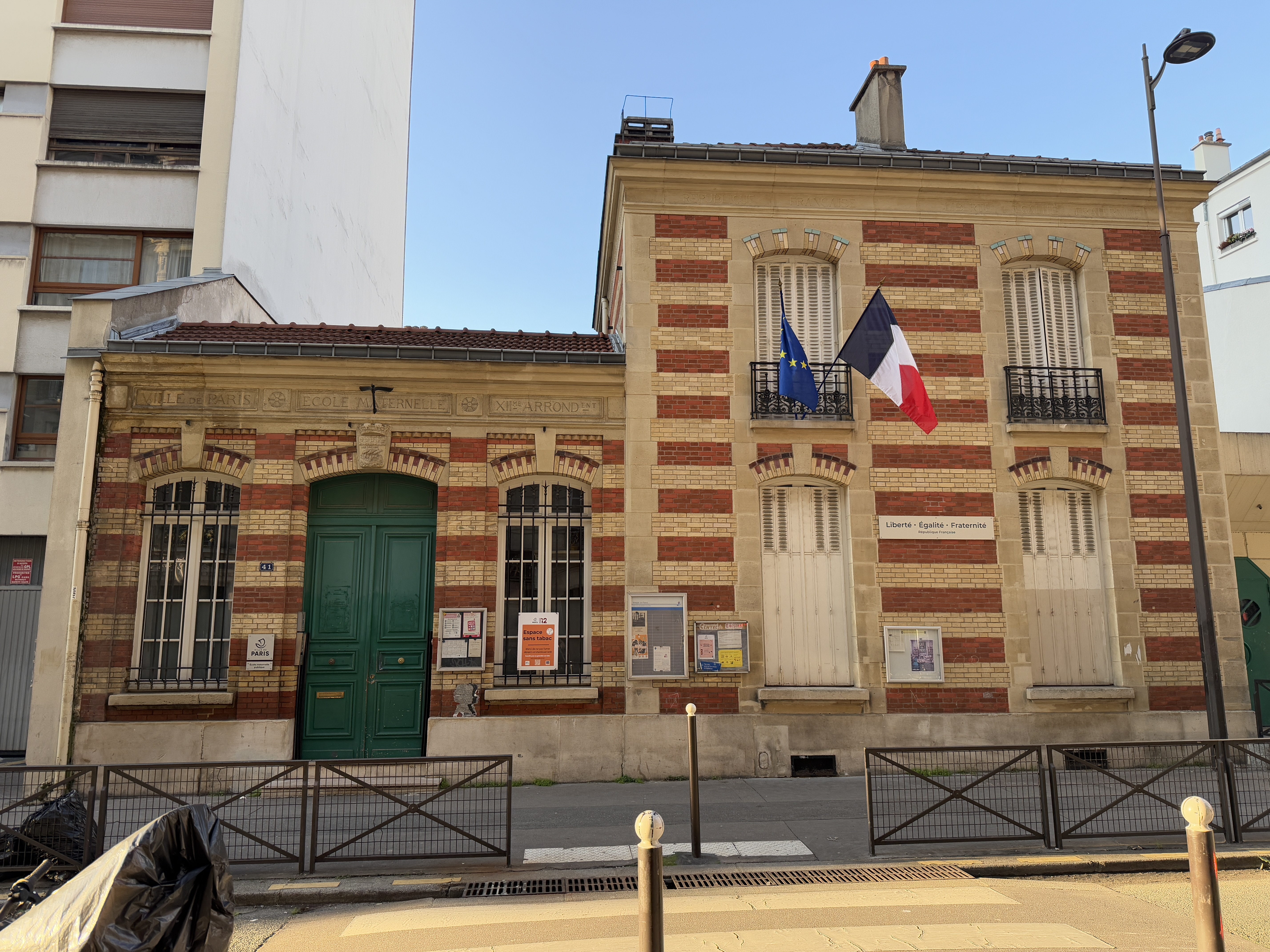
École du no 41.
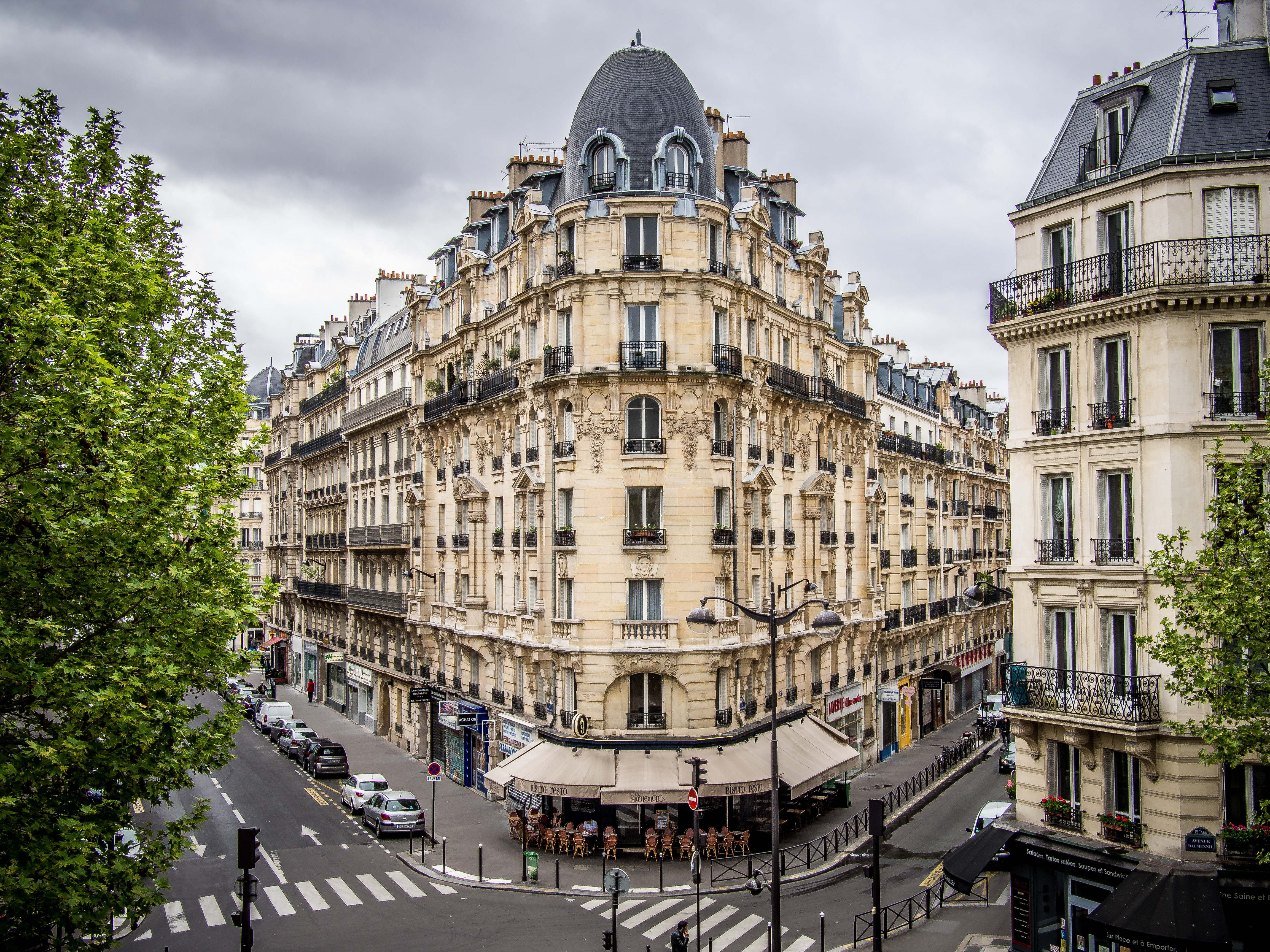
Angle de la rue Mcihel-Chasles (à gauche) et de la rue Traversière (à droite).

E. Section entre l’avenue Daumesnil et le rue de Charenton : 
- La rue Traversière coupe l’avenue Daumesnil, en passant sous le viaduc des Arts formant un pont entre les voûtes portant les nos 25 et 27 de l’avenue Daumesnil. Jusqu’en 1969, le viaduc supportait la ligne ferroviaire de Vincennes, restée à vapeur jusqu’au bout.  Ce viaduc supporte maintenant un espace vert suspendu, la coulée verte René-Dumont (ex-Promenade plantée).
- Au no 55 : entrée du passage de la Trôle. Le nom de ce passage rappelle que les ouvriers du faubourg Saint-Antoine pratiquaient la  trôle, c’est-à-dire la vente directe (de meubles et autres). Contrairement à d’autres « passages » du quartier, celui-ci ne figure pas dans la Nomenclature des voies parisienne.
- Au no 57, accès secondaire de l’église Saint-Antoine-des-Quinze-Vingts.
- Au no 36 : Centre bouddhiste de la Voie du Diamant, lignée Karma-kagyu sous l’autorité du 17e karmapa Trinlay Thayé Dordjé (Trinley Thaye Dorje). L’immeuble comporte un escalier en colimaçon en béton visible de la rue.
- Au no 38 : une plaque rappelle qu’Agricol Perdiguier passa ici les 25 dernières années de sa vie. Il y tint une librairie.
- Au no 38 bis : une plaque (sur a porte) indique le niveau des eaux lors de la  crue de la Seine de 1910.

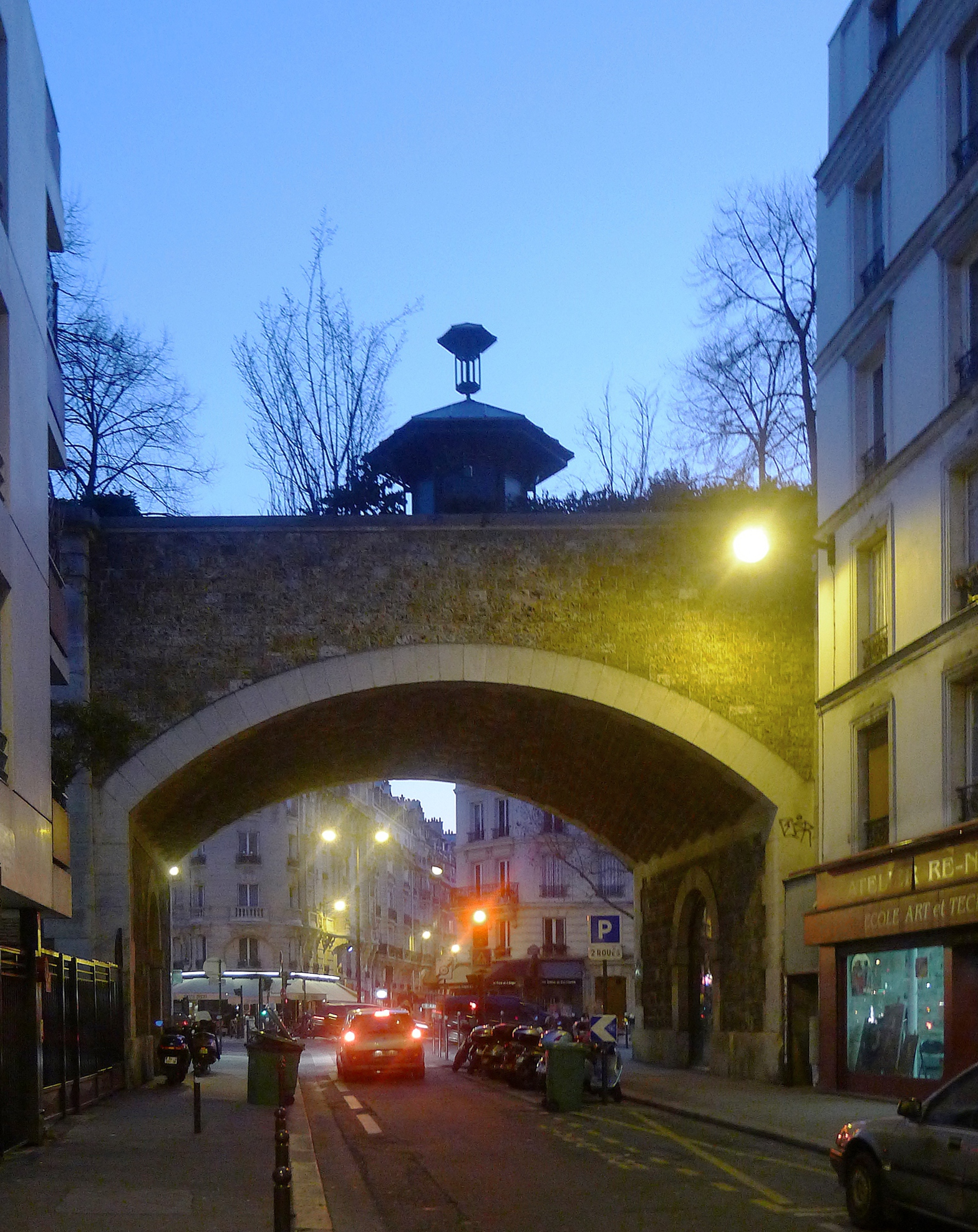
Pont de la coulée verte René-Dumont franchissant la rue.
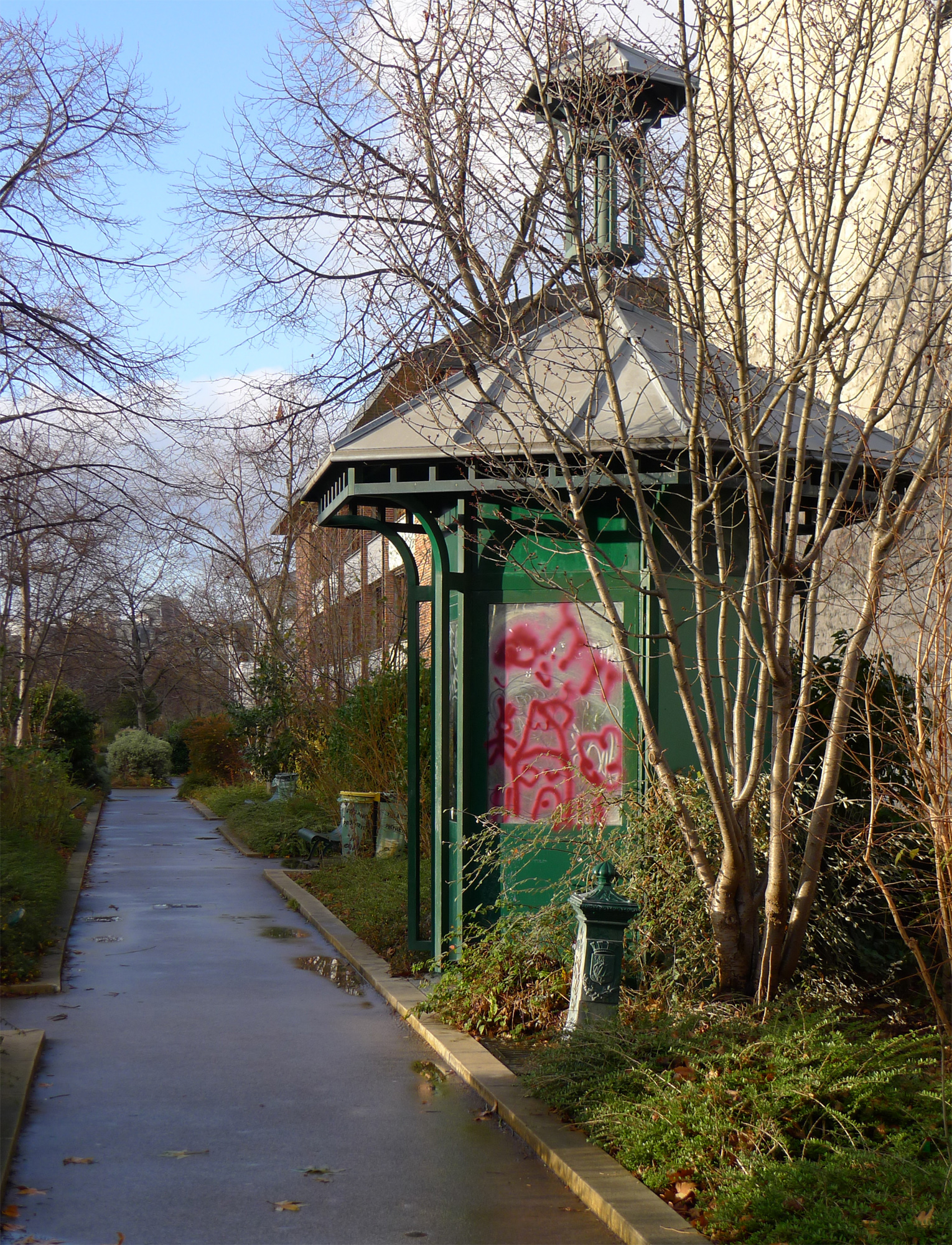
Édicule du pont de la coulée verte René-Dumont franchissant la rue Traversière.
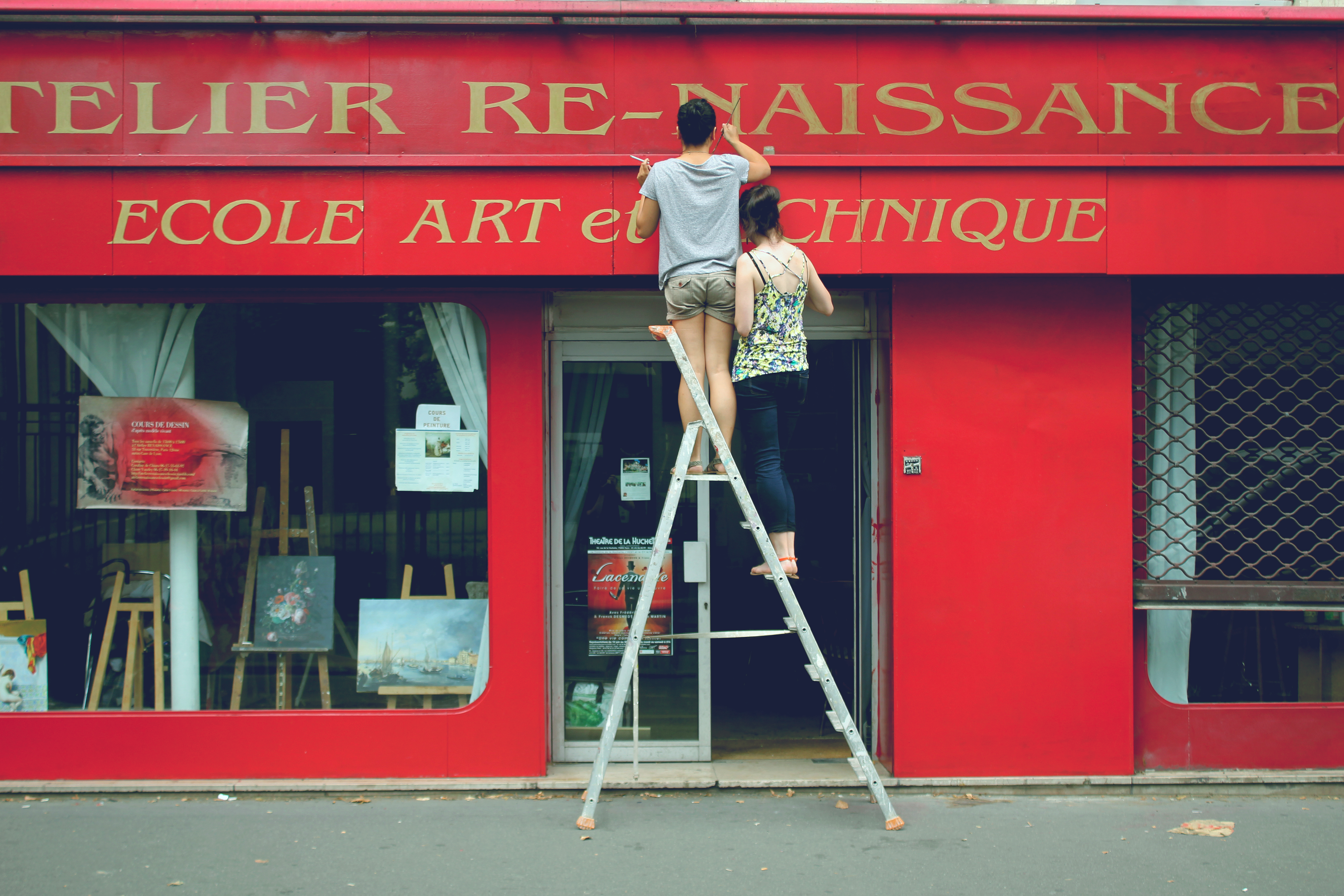
No 53, un atelier d’artiste.
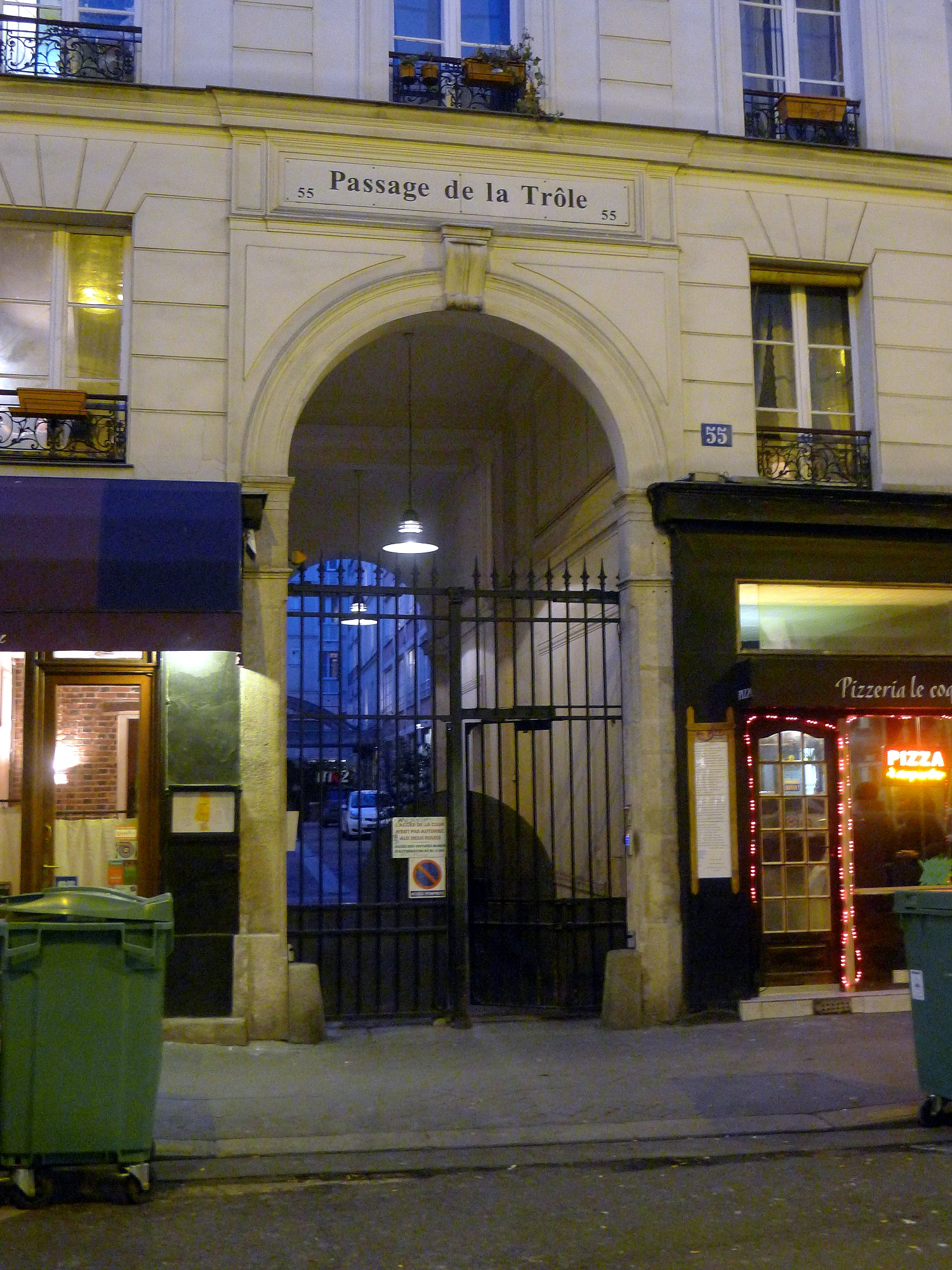
No 55, le passage de la Trôle.
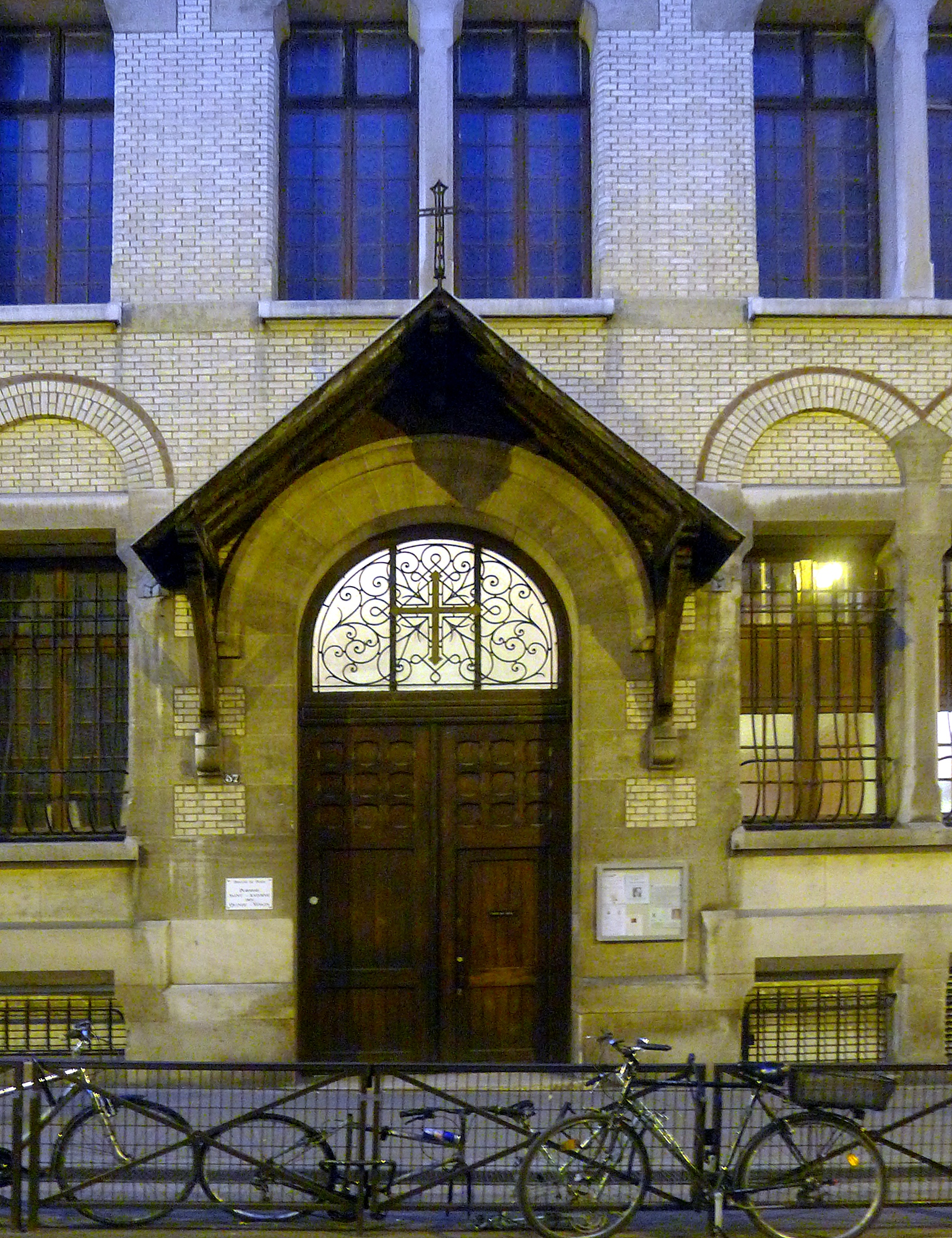
No 57, un des accès de l'église Saint-Antoine-des-Quinze-Vingts.
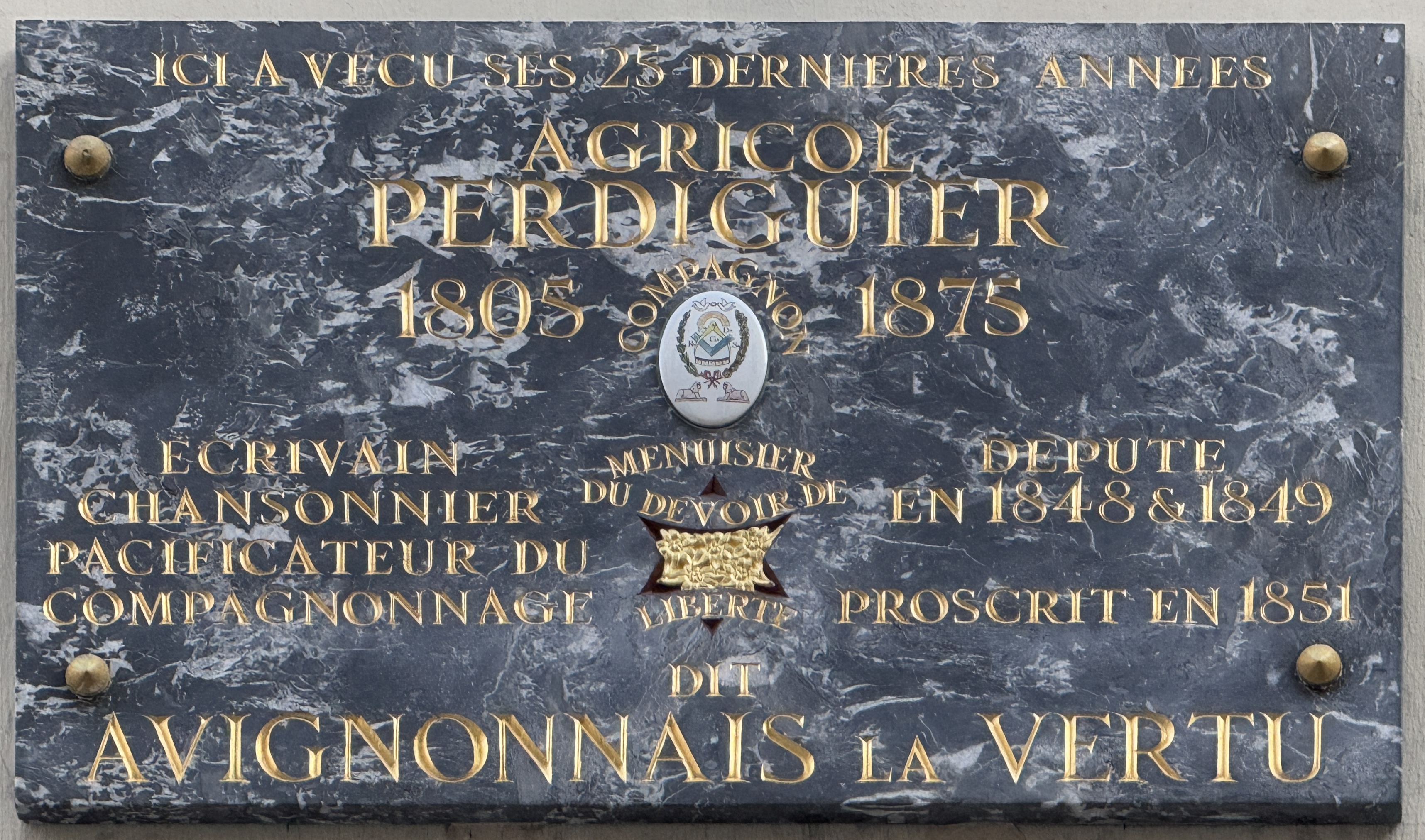
No 38, plaque.

F. Section entre la rue de Charenton et le débouché de la rue de Prague : 
- Au no 52 : ensemble scolaire Saint-Pierre-Fourier (ESSPF), fondé en 1909, établissement privé sous contrat avec l'État, sous la tutelle de la congrégation des chanoinesses de Saint-Augustin de la congrégation Notre-Dame ; accès secondaire, l'entrée principale étant 13 rue de Prague[7].

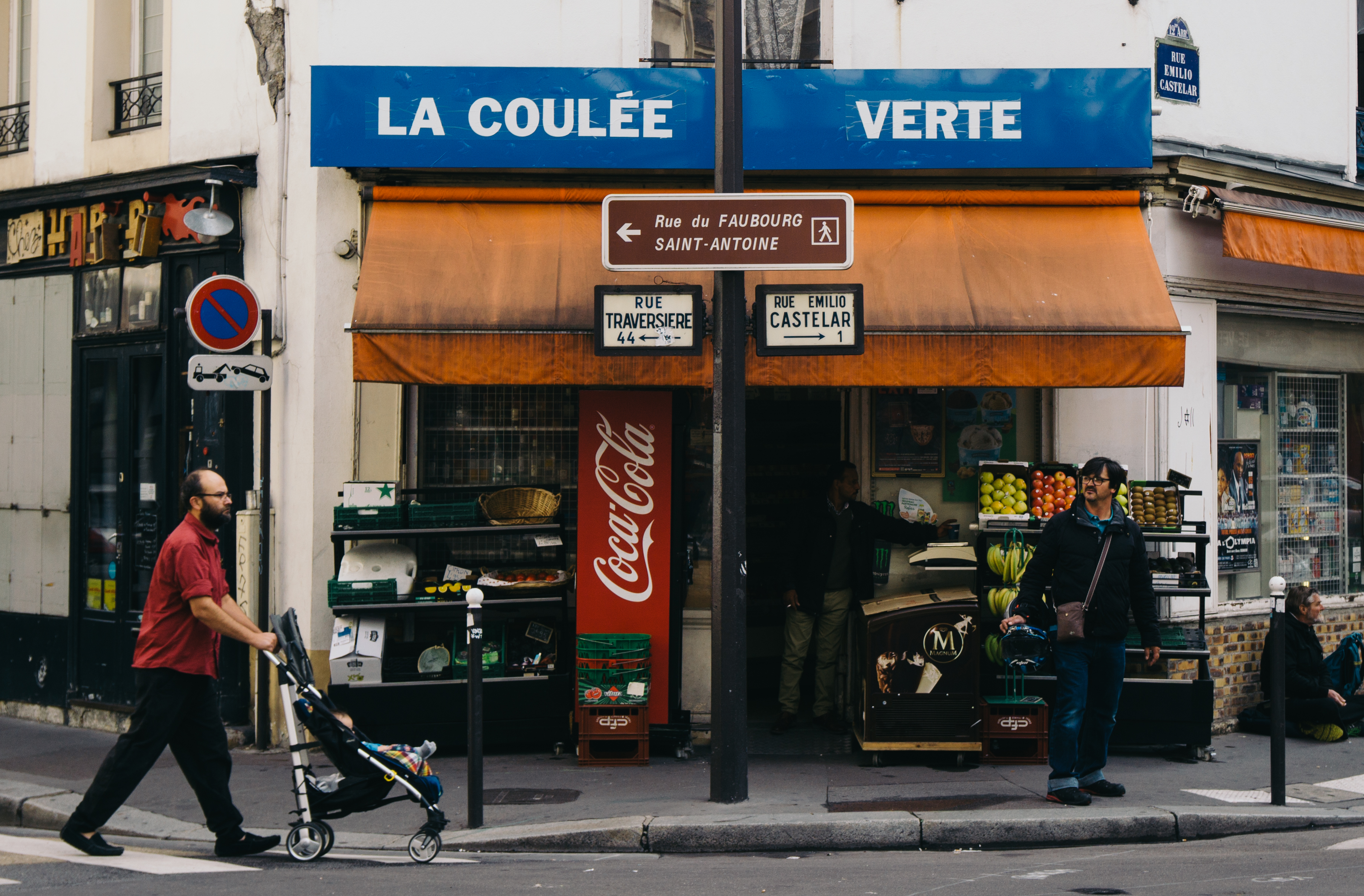
L’épicerie du 42, rue Traversière.

G. Section entre le débouché de la rue de Prague et la jonction de la rue du Faubourg-Saint-Antoine, et de l’avenue Ledru-Rollin :
- Au no 76[1], station Vélib’ « Traversière Ledru-Rollin ».
- Au no 80, restaurant McDonald's. Immeuble d’angle, autre entrée au 100, rue du Faubourg-Saint-Antoine.

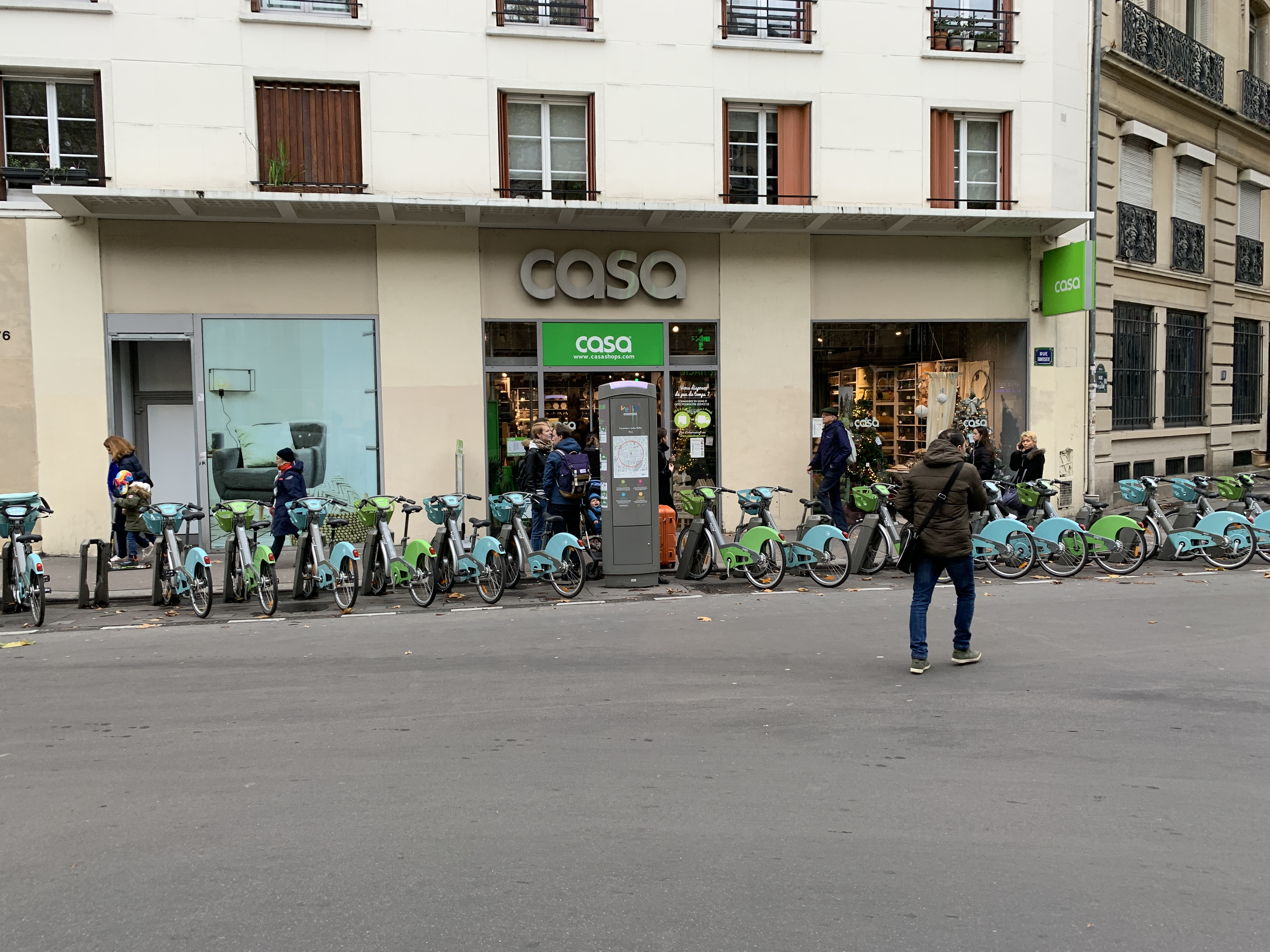
No 76 : la station Vélib’   « Traversière Ledru-Rollin », devant un magasin de l’enseigne Casa.